# Qualificazioni al campionato europeo maschile di calcio 1984 - Gruppo 6
Il Gruppo 6 delle qualificazioni al campionato europeo di calcio 1984 ha incluso cinque squadre e vide la vittoria finale della Germania Ovest, che concluse il gruppo a pari punti con l'Irlanda del Nord ma ebbe accesso alla fase finale per merito di una miglior differenza reti.

## Classifica
| Team             | G | V | N | P | RF | RS | DR  | PT |
| ---------------- | - | - | - | - | -- | -- | --- | -- |
| Germania Ovest   | 8 | 5 | 1 | 2 | 15 | 5  | +10 | 11 |
| Irlanda del Nord | 8 | 5 | 1 | 2 | 8  | 5  | +3  | 11 |
| Austria          | 8 | 4 | 1 | 3 | 15 | 10 | +5  | 9  |
| Turchia          | 8 | 3 | 1 | 4 | 8  | 16 | −8  | 7  |
| Albania          | 8 | 0 | 2 | 6 | 4  | 14 | −10 | 2  |

## Risultati
| Arbitro: | Yordan Zhezhov |

|                                                                   |           |  |
| Hagmayr 24’ Gasselich 40’ Kola 63’ (aut.) Weber 66’ Brauneder 81’ | Marcatori |  |

| Arbitro: | Valeri Butenko |

|                   |           |  |
| Schachner 3’, 39’ | Marcatori |  |

| Arbitro: | Ioan Igna |

|               |           |  |
| Kocabiyik 86’ | Marcatori |  |

| Arbitro: | Aleksander Suchanek |

|                                                          |           |  |
| Polster 10’ Pezzey 34’ Prohaska 38’ (rig.) Schachner 53’ | Marcatori |  |

| Arbitro: | Rolf Nyhus |

|             |           |  |
| Stewart 18’ | Marcatori |  |

| Tirana 15 dicembre 1982, ore 14:00 CET | Albania     | 0 – 0 referto | Irlanda del Nord | Stadio Qemal Stafa (16,898 spett.)\| Arbitro: \| André Daina \| |
| Arbitro:                               | André Daina |               |                  |                                                                 |

| Arbitro: | Gianfranco Menegali |

|                   |           |                                  |
| Targaj 82’ (rig.) | Marcatori | 53’ Völler 68’ (rig.) Rummenigge |

| Arbitro: | Alain Delmer |

|                             |           |            |
| M.O'Neill 5’ McClelland 18’ | Marcatori | 55’ Şengün |

| Arbitro: | Vojtech Christov |

|  |           |                                         |
|  | Marcatori | 30’ (rig.), 71’ Rummenigge 36’ Dremmler |

| Vienna 27 aprile 1983, ore 19:00 CET | Austria        | 0 – 0 referto | Germania Ovest | Stadio Ernst Happel (60,430 spett.)\| Arbitro: \| Brian McGinlay \| |
| Arbitro:                             | Brian McGinlay |               |                |                                                                     |

| Arbitro: | Ib Nielsen |

|             |           |  |
| Stewart 54’ | Marcatori |  |

| Arbitro: | Mircea-Lucian Salomir |

|                    |           |           |
| Çetiner 73’ (aut.) | Marcatori | 34’ Tekin |

| Arbitro: | Laszlo Padar |

|            |           |                   |
| Targaj 84’ | Marcatori | 5’, 58’ Schachner |

| Arbitro: | Erik Fredriksson |

|                                          |           |               |
| Hamilton 28’ Whiteside 67’ M.O'Neill 89’ | Marcatori | 83’ Gasselich |

| Arbitro: | Luigi Agnolin |

|                               |           |  |
| Rummenigge 3’ Völler 18’, 20’ | Marcatori |  |

| Arbitro: | Romualdas Yushka |

|          |           |  |
| Yula 17’ | Marcatori |  |

| Arbitro: | Edvard Sostarić |

|                                                         |           |            |
| Völler 44’, 65’ Rummenigge 60’, 74’ (rig.) Stielike 66’ | Marcatori | 69’ Şengün |

| Arbitro: | Roger Schoeters |

|                                  |           |                |
| Tüfekçi 62’ Yula 69’, 76’ (rig.) | Marcatori | 71’ Baumeister |

| Arbitro: | Károly Palotai |

|  |           |               |
|  | Marcatori | 50’ Whiteside |

| Arbitro: | Anders Mattsson |

|                           |           |             |
| Rummenigge 23’ Strack 79’ | Marcatori | 22’ Tomorri |

## Classifica marcatori
7 reti
- Karl-Heinz Rummenigge

5 reti
- Walter Schachner

- Rudi Völler

2 reti
- Muhedin Targaj
- Felix Gasselich
- Max Hagmayr

- Martin O'Neill
- Ian Edwin Stewart
- Norman Whiteside

- Hasan Şengün
- Selçuk Yula

1 rete
- Genc Tomori
- Ernst Baumeister
- Karl Brauneder
- Bruno Pezzey
- Toni Polster

- Herbert Prohaska
- Wolfgang Dremmler
- Uli Stielike
- Gerhard Strack
- Billy Hamilton

- John McClelland
- Arif Kocabiyik
- Metin Tekin
- Fatih Terim
- İlyas Tüfekçi

autoreti
- Agustin Kola (pro  Austria)
- Raşit Çetiner (pro  Albania)